# Edward Filochowski
Edward Filochowski, ps. „San” (ur. 6 września 1915 w Milewie-Łosiach, zm. 15 czerwca 2007 w Warszawie) – oficer artylerii Wojska Polskiego, żołnierz wojny obronnej 1939 r., członek ZWZ/AK/AKO, więzień polityczny PRL, działacz „Solidarności” i ruchów kościelnych.

## Życiorys
Pochodził z rodziny rolniczej, syn Wacława i Marii z d. Pstrągowskiej. Uczęszczał do SP w Zabielu oraz do Państwowego Gimnazjum im. Króla Stanisława Leszczyńskiego w Ostrołęce (1936), ukończył Szkołę Podchorążych Artylerii w Toruniu (1939) i geodezję na Politechnice Warszawskiej. 1 grudnia 1958 podjął pracę w Państwowym Przedsiębiorstwie Wydawnictw Kartograficznych. Po II wojnie światowej był więziony i represjonowany. Od lat 50. pracował w przedsiębiorstwach geodezyjnych w Warszawie.

## Działania wojenne
W stopniu ogniomistrza podchorążego w sierpniu 1939 r. otrzymał przydział do 4 Kujawskiego Pułku Artylerii Lekkiej w Inowrocławiu, a w dniu wybuchu II wojny światowej został nominowany na podporucznika ze starszeństwem od 1 sierpnia 1939 r. W czasie walk nad Bzurą 17 września został raniony odłamkiem bomby. Po powrocie zaczął tworzyć struktury „Służby Zwycięstwu Polski”. W grudniu 1939 r. próbował przedostać się do Francji. Aresztowany przez NKWD pod granicą węgierską, był więziony w Stanisławowie, później w Charkowie. Podczas transportu do łagru w czerwcu 1940 r. uciekł wraz z Ukraińcem Mirosławem Lubaczewskim i przez Tułę, Kijów, Żytomierz, Równe, Kowel i Brześć n. Bugiem powrócił w rodzinne strony do Suska – Kolonii k. Ostrołęki. Ponownie włączył się w ruch konspiracyjny – od sierpnia 1942 r. był komendantem Ostrołęckiego Obwodu ZWZ, ps. „San”. Dokonał zjednoczenia działających na tym terenie kilku organizacji wojskowych, m.in.: KOP, TOW, NOW, NSZ. Był inspektorem – z ramienia ZWZ-AK – I Rejonu Mazowieckiego w obwodach AK: Ostrołęckim i Zambrowskim. W sierpniu 1944 roku stanął na czele 5 Pułku Ułanów Spieszonych AK (ok. 400 żołnierzy). Dowodził I batalionem w ramach planu „Burza”. Po czterech tygodniach walk z Niemcami w bagnach w rejonie wsi Choromany, Sawały i Mieczki I batalion dotarł do oddziałów Armii Czerwonej. Zmuszony do złożenia broni, „San” w zamieszaniu i ciemności odłączył się od kolumny wraz z dwoma żołnierzami unikając drugiej wywózki do „nieludzkiej ziemi”.

## Po wojnie
W nocy 3 sierpnia 1946 r. w Pasiekach oddział UB otoczył dom kierownika spółdzielni, Szymańskiego, ps. „Sarna”, u którego przebywał inspektor Edward Filochowski. Podczas ucieczki został ranny w twarz, pierwszej operacji dokonał w warunkach polowych lekarz, Ryszard Ostaszewski, ps. „Sanus”. Filochowski przez kilka miesięcy leczył ranę w Warszawie. Ukrywał się do 4 kwietnia 1947 r., kiedy to ujawnił się w PUBP w Ostrowi Mazowieckiej. Po ogłoszeniu amnestii w 1947 r. rozpoczął studia na Politechnice Warszawskiej. W 1950 r. został aresztowany i skazany na dożywotnie więzienie. W latach 1950–1954 był więziony w Warszawie, Rawiczu i Strzelcach Opolskich. W 1954 r. zapadł wyrok uniewinniający. Na wolności był inwigilowany przez UBP, a w latach 1961–1962 ponownie więziony w Goleniowie.
Od 1980 r. był członkiem i doradcą „Solidarności” w macierzystym przedsiębiorstwie w Warszawie. Długoletni działacz ruchów katolickich w strukturach patriotycznych przy Archidiecezji Warszawskiej.
Jest autorem publikacji Historia Obwodu Ostrołęckiego Armii Krajowej. 5 Pułk Ułanów Spieszonych w Ostrołęce (Światowy Związek Żołnierzy Armii Krajowej Zarząd Okręgu, Ostrołęka 1995).
Był mężem Marii z d. Świtalskiej, mieli troje dzieci: Jacka, Macieja, i Małgorzatę. Spoczął na cmentarzu w Radości.

## Medale i odznaczenia
- Srebrny Krzyż Orderu Virtuti Militari
- Krzyż Walecznych (dwukrotnie)
- Srebrny Krzyż Zasługi z Mieczami
- Medal Srebrny „Zasłużony w służbie Kościoła i Narodu” (1993 – medal przyznany przez Prymasa Polski[2])

Źródło: Słownik biograficzny Kurpiowszczyzny XX wieku.

## Upamiętnienie
Jedna z ulic w Ostrołęce nosi imię Pułkownika Edwarda Filochowskiego „Sana”.